# Ferdinand Daučík
Fernando Daucik, właśc. Ferdinand Daučík (ur. 30 maja 1910 w Šahach, zm. 14 listopada 1986 w Alcalá de Henares) – słowacki piłkarz i trener.
Jako zawodnik grał dla 1. ČsŠK Bratysława (protoplasta Slovana) i Slavii Praga, z którą zdobył 4 tytuły mistrza Czechosłowacji. Z reprezentacją Czechosłowacji wystąpił na mistrzostwach świata w 1938 roku (3 mecze). W drużynie narodowej rozegrał 15 spotkań.
Po zakończeniu kariery piłkarskiej rozpoczął pracę jako trener. Kierował drużyną Slovana Bratysława i reprezentacji Czechosłowacji, ale większość kariery trenerskiej spędził w Hiszpanii, gdzie prowadził między innymi Barcelonę, Athletic (wówczas Atlético) Bilbao, Atlético Madryt, Sevillę czy Real Saragossa. Mógł pochwalić się 3-krotnym zwycięstwem w lidze hiszpańskiej - z Barceloną (1952, 1953) i Bilbao (1956) - oraz 6-krotnym zdobyciem Pucharu Hiszpanii - z Barceloną (1951, 1952, 1953), Bilbao (1955, 1956) i Saragossą (1966).